# Keith West
Keith West (* 6. Dezember 1943 als Keith Alan Hopkins in Dagenham, Essex, England) war Mitglied der 1960er-Jahre-Psychedelic-Rock-Band Tomorrow. Bekannt wurde er aber hauptsächlich durch seine Teilnahme am Projekt A Teenage Opera von Mark Wirtz, als er den Song Excerpt from a Teenage Opera sang und damit einen Millionenseller und Evergreen schuf.

## Leben
1964 wurde Keith West Leadsänger der Londoner Rockgruppe In Crowd, die sich später in Tomorrow umbenannte. Mitglied der Band war u. a. der Gitarrist Steve Howe (später Yes). 1967 lernte er den Produzenten Mark Wirtz kennen. Dieser hatte unter dem Namen Mood Mosaic den Titel A Touch of Velvet, a Sting of Brass (1965) geschaffen, der später Erkennungsmelodie der deutschen Musiksendungen Beat-Club und Musikladen werden sollte. Gemeinsam schrieben die beiden Excerpt from a Teenage Opera. Die Single (landläufig auch als Grocer Jack bekannt) wurde ein europaweiter Top-10-Hit und verkaufte sich millionenfach. In Deutschland erreichte der Song im November 1967 Platz 2 der Hitparade. Auf der Rückseite der Single verewigte sich das Mark Wirtz Orchestra mit Theme from a Teenage Opera. Dem Nachfolgesingle Sam war jedoch kein Erfolg mehr beschieden und West zog sich frustriert aus dem Musikgeschäft zurück.
Sowohl Excerpt from a Teenage Opera als auch Sam waren Vorabveröffentlichungen des geplanten Rockmusicals Teenage Opera. Die aufwendige und teure Produktion von Excerpt from a Teenage Opera war jedoch dafür verantwortlich, dass die Plattenfirma das Projekt als zu großes finanzielles Risiko einstufte und die weiteren Arbeiten an diesem Album stoppte.
Im Jahr 1973 startete Keith West ein Comeback und gründete mit dem früheren Animals-Gitarristen John Weider die Band Moonrider. Jedoch blieb auch hier jeglicher Erfolg aus. Des Weiteren veröffentlichte die Band Nazareth 1975 den Song My White Bicycle, ein Lied, das Keith West bereits 1966 für Tomorrow komponiert hatte.
Keith West war danach noch als Produzent und Aufnahmeingenieur tätig, hauptsächlich in der Werbebranche. Sein Excerpt from a Teenage Opera zählt heute zu den klassischen One-Hit-Wondern.
Im Jahr 1999 nahmen West und Howe den Dylan-Titel Lay Lady Lay aus dem Jahr 1969 neu auf.